# Chlorellaceae
Chlorellaceae — родина зелених водоростей ряду Chlorellales. 
Ця родина включає деякі важливі збудники хвороб людини та сільськогосподарських тварин, зокрема Prototheca zopfii .